# Twisties
Twisties är tilltugg som saluförs i Australien, Malta, Nya Zeeland, Singapore, Malaysia, Nya Guinea och Fiji. Märket ägs av The Smith's Snackfood Company. Ursprungligen var det ett australiskt företag. Smith's köptes i augusti 1998 av Frito-Lay, den näst största snackstillverkaren i Australien. Frito-Lay ägs av PepsiCo. 
Twisties är en av de mest populära snacksen i Australien. Smith's hävdar att den är "number one extruded snack brand".